# Dorpenomloop Rucphen 2023
La Dorpenomloop Rucphen 2023, quarantaseiesima edizione della corsa, valida come evento dell'UCI Europe Tour 2023 categoria 1.2, si svolse il 12 marzo 2023 su un percorso di 178 km, con partenza da Rucphen ed arrivo a Sint Willebrord, nei Paesi Bassi. La vittoria fu appannaggio del belga Laurenz Rex, il quale completò il percorso in 3h49'43" alla media di 46,492 km/h precedendo il connazionale Gianluca Pollefliet e l'italiano Andrea Raccagni Noviero.
Al traguardo di Sint Willebrord 100 ciclisti, su 148 ciclisti partiti da Rucphen, hanno portato a termine la competizione.

## Squadre partecipanti
| N.      | Cod. | Squadra                      |
| ------- | ---- | ---------------------------- |
| 1-7     | VWE  | VolkerWessels Cycling Team   |
| 12-17   | TFB  | Team Flanders-Baloise        |
| 21-27   | SQD  | Soudal Quick-Step Devo Team  |
| 31-37   | DDS  | Development Team DSM         |
| 41-47   | MET  | Metec-Solarwatt p/b Mantel   |
| 51-57   | TIS  | Tarteletto-Isorex            |
| 61-67   |      | Willebrord Wil Vooruit       |
| 71-76   | LTP  | Leopard Togt Pro Cycling     |
| 81-87   | LKH  | Team Lotto-Kern Haus         |
| 91-96   | LDD  | Lotto Dstny Development Team |
| 101-106 | MSA  | Motala AIF Serneke Allebike  |
| 111-117 | TAT  | Tartu2024 Cycling Team       |

| N.      | Cod. | Squadra                         |
| ------- | ---- | ------------------------------- |
| 121-127 | ABC  | Abloc CT                        |
| 141-147 | ALQ  | Allinq Continental Cyclingteam  |
| 151-157 |      | JEGG-DJR Academy                |
| 162-167 | XSU  | XSpeed United Continental       |
| 171-177 |      | TWC De Kempen                   |
| 191-197 |      | GRC Jan van Arckel              |
| 201-207 | SRT  | Scorpions Racing Team           |
| 211-217 | CRT  | Circus-ReUz-Technord            |
| 221-227 |      | NWVG                            |
| 231-237 |      | Sensa-Kanjers voor Kanjers      |
| 241-247 |      | Monda Vakantiepark-IJsselstreek |

## Ordine d'arrivo (Top 10)
| Pos. | Corridore                 | Squadra       | Tempo    |
| ---- | ------------------------- | ------------- | -------- |
| 1    | Laurenz Rex               | Circus        | 3h49'43" |
| 2    | Gianluca Pollefliet       | Lotto DT      | s.t.     |
| 3    | Andrea Raccagni Noviero   | Soudal DT     | s.t.     |
| 4    | Jules Hesters             | Flanders      | a 6"     |
| 5    | Daan van Sintmaartensdijk | VolkerWessels | s.t.     |
| 6    | Axel Huens                | Circus        | s.t.     |
| 7    | Liam Slock                | Lotto DT      | s.t.     |
| 8    | Jordi Warlop              | Soudal DT     | s.t.     |
| 9    | Siebe Deweirdt            | Soudal DT     | s.t.     |
| 10   | Milan Fretin              | Flanders      | s.t.     |